# Guldglastetra
Guldglastetra (Roeboides guatemalensis) är en fiskart som först beskrevs av Günther, 1864.  Guldglastetra ingår i släktet Roeboides och familjen Characidae. Inga underarter finns listade i Catalogue of Life.